# Comuna Martînivka, Kaniv
Martînivka (în ucraineană Мартинівка) este o comună în raionul Kaniv, regiunea Cerkasî, Ucraina, formată din satele Darivka, Kliucinîkî și Martînivka (reședința).

## Demografie
Componența lingvistică a comunei Martînivka
     Ucraineană (96,93%)
     Rusă (2,75%)
     Alte limbi (0,25%)
Conform recensământului din 2001, majoritatea populației comunei Martînivka era vorbitoare de ucraineană (96,93%), existând în minoritate și vorbitori de rusă (2,75%).